# Diddy Kong Racing
Diddy Kong Racing (abreviado DKR) es un videojuego de carreras para Nintendo 64 desarrollado por Rare. Fue lanzado al mercado en noviembre de 1997. Se vendieron 800.000 copias en las 2 semanas anteriores a la Navidad de 1997, convirtiéndose así en juego más rápidamente vendido por aquel entonces según el Libro Guinness de los récords.
Diddy Kong Racing es un juego de conducción de karts como el afamado Mario Kart 64, sin embargo, a la hora de jugar los 2 juegos son muy distintos. En DKR, el jugador puede elegir entre conducir en automóvil, en aerodeslizador o en avión, además es un juego más largo en el modo para un jugador ya que su modo historia está mucho más elaborado. mientras que Mario Kart 64 no cuenta con modo historia. 
El casting de conductores se compone de personajes de los juegos de Rare, algunos de los cuales todavía no habían salido al mercado. De esta forma, Rare pretendía que los jugadores se familiarizaran con los personajes que saldrían en sus futuros títulos.

## Modo de Juego
En el juego, los jugadores pueden escoger uno de ocho personajes, que a su vez tienen acceso a tres diferentes vehículos: automóvil, aerodeslizador o avión. El automóvil es un vehículo todo terreno, sin embargo es lento en superficies como arena o agua. El aerodeslizador está diseñado para arena y agua, pero su aceleración y maniobrabilidad son bajas. El avión está diseñado para acceder a zonas aéreas; su aceleración y maniobrabilidad son buenas, sin embargo tiene la velocidad más baja de los tres vehículos. No todos los vehículos están en disponibles en todas las carreras.
Cada pista tiene un conjunto de impulsores conocidos como zippers que impulsan temporalmente la velocidad del jugador, además de globos de regeneración de varios colores proporcionan potenciadores. Hay 5 tipos diferentes de globos: rojo, azul, verde, amarillo, y multicolor. Los globos rojos otorgan misiles para atacar a los competidores que van adelante, los globos azules otorgan impulsores de velocidad, los globos amarillos otorgan escudos para proteger al jugador de ataques, los globos verdes otorgan trampas desplegables para atrasar a otros competidores, y los globos multicolor otorgan la habilidad magnética para acercar al jugador hacia el competidor delantero más cercano.  Si se toman varios globos del mismo color, el potenciador se actualizará a una versión más potente.  Para cada globo hay dos actualizaciones disponibles.
Además, las pistas tienen plátanos no regenerables que aumentan la velocidad al vehículo cuando son recogidas. Con un máximo de 10 plátanos mejorará la velocidad, pero también se pueden recoger más para evitar que otros jugadores los recojan. Si un competidor es golpeado con un potenciador, perderá dos plátanos.
En el "modo Aventura", los jugadores controlan al competidor de su elección para avanzar a través de la historia. El jugador comienza el Timber's Island, que consiste en cinco mundos interconectados: Dino Domain, Snowflake Mountain, Sherbet Island, Dragon Forest, y Future Fun Land. Cada mundo tiene cuatro pistas, un escenario de batalla desbloqueable, una carrera contra un jefe, y un desafío de trofeos con las 4 pistas correspondientes al mundo. En este modo, cada pista requiere que el jugador compita usando un vehículo en particular.
Al ganar una carrera, se obtiene un globo dorado. Obtener todos los globos en un mundo, brindará acceso al desafío del jefe; al derrotarlo se obtendrá una pieza del amuleto de Wizpig, necesario para competir contra el último jefe.
Una vez que Wizpig es derrotado, se desbloquea el modo "Aventura 2". En este modo, todos los globos dorados cambian a color platino y las pistas se invierten de izquierda a derecha. El juego presenta también cuatro modos de batalla que consisten en dos mapas de combate a muerte, una batalla estilo 'captura la bandera', y un modo que involucra capturar huevos entre los oponentes.

## Argumento
Los padres del tigre Timber salen de vacaciones y dejan a su hijo a cargo de la isla en la que viven (Timber's Island), dejándolo a él y a sus amigos para organizar una carrera. La diversión se termina cuando un malvado cerdo-mago intergaláctico de nombre Wizpig llega a la isla e intenta tomar el control después de haber conquistado las pistas de carreras de su propio planeta. Convierte a los cuatro guardianes de la isla (Tricky el triceratops, Bubbler el pulpo, Bluey la morsa y Smokey el dragón) en sus secuaces. La única solución disponible para los habitantes de la isla es derrotar a Wizpig en una elaborada serie de carreras que involucran autos, aerodeslizadores y aviones. El gallo Drumstick, el mejor corredor de la isla, fracasa en su reto y es transformado en un sapo con la magia oscura de Wizpig.
Timber recluta a un equipo de ocho competidores: Diddy Kong; la ardilla Conker y el oso Banjo, reclutados por Diddy; Krunch el kremling, enemigo de Diddy; la tortuga Tiptup, T.T. el cronómetro, la ratona Pipsy y el tejón Badger, todos ellos habitantes de Timber's Island. Ayudados por Taj, un genio elefante indio residente de la isla, eventualmente completan los desafíos de Wizpig y lo enfrentan en una carrera. Poco después, Drumstick es convertido de nuevo en un gallo, y Wizpig regresa a su planeta natal. Future Fun Land. Temiendo que Wizpig intente de nuevo invadir Timber's Island, el grupo viaja a Future Fun Land para un segundo desafío. Cuando Wizpig pierde la segunda carrera, el misil que monta falla y lo lanza a la luna. Sin embargo, en una escena adicional revela a la nave de Wizpig volando por el cielo, ileso.

## Personajes
- Diddy Kong: el niño chimpancé, sobrino de Donkey Kong. Apareció por primera vez en Donkey Kong Country para Super Nintendo en 1994.
- Banjo: el oso protagonista de Banjo-Kazooie (1998).
- Conker: la ardilla protagonista de Conker's Bad Fur Day (2001).
- Krunch: un kremling (cocodrilo) (antagonista en la saga Donkey Kong Country).
- Tiptup: una tortuga macho de los juegos de Banjo-Kazooie.
- Drumstick: un gallo.
- Pipsy: una ratona amarilla (la única chica en Diddy kong racing)
- Timber: el tigre.
- Bumper: un tejón negro.
- T.T.: es un reloj. En principio no se puede elegir, se puede desbloquear haciendo todos los time trials.
- Taj The Genie: un genio-elefante azul con poderes mágicos que puede transformar el vehículo del jugador y aparte da los globos de oro.
- Wizpig: un cerdo gigante principal antagonista del juego.

## Desarrollo
El desarrollo del juego comenzó después del lanzamiento de Killer Instinct 2, en el que el equipo estaba dividido desarrollando Killer Instinct Gold para Nintendo 64 y un juego nuevo de carreras para dicha consola.  En la primera etapa de la producción, Diddy Kong Racing fue concebido como un juego de estrategia en tiempo real sobre un cavernícola viajero en el tiempo, bajo el desarrollo de 4 miembros del equipo de Rare: Chris Stamper, Lee Musgrave, Rob Harrison y Lee Schuneman. Durante las etapas posteriores del desarrollo, el juego empezó a tener influencias de Walt Disney World y pronto evolucionó en un juego de aventura titulado Wild Cartoon Kingdom, en el que Nintendo no estaba involucrado. En junio de 1997, el juego fue modificado a Pro Am 64, una continuación sin conexión al juego de carreras del NES llamado R.C. Pro-Am. De acuerdo a uno de los programadores, el proyecto Pro Am 64 presentaba vehículos de tres ruedas en contraste con los autos a control remoto.
Debido a que Banjo-Kazooie fue retrasado hasta el verano de 1998, el equipo se mostró inflexible en publicar un juego AAA a tiempo para la Navidad de 1997. Rare sintió que Pro Am 64 no tenía una propiedad intelectual lo suficientemente fuerte para capturar la atención de los consumidores, por tanto cambió la licencia para presentar a Diddy Kong. Según uno de los programadores, la decisión de elegir a Diddy Kong en lugar de a Donkey Kong fue por elección propia, una decisión de Nintendo "disfrutó". Una vez que la propiedad intelectual cambió, el equipo tuvo que adaptar la estética visual del juego y compactarlo antes de publicarlo. Musgrave declaró que el objetivo final del juego era hacerlo "correr tan rápido" como Mario Kart 64, lo que resultó difícil durante el desarrollo, ya que este último juego utilizaba sprites de los personajes, mientras que Diddy Kong Racing utilizaba modelos completos en 3D. Musgrave le atribuyó posteriormente el éxito del proyecto en general al "pequeño equipo" de 14 personas que trabajaron en él. En una entrevista en 2012, Musgrave señaló que el tigre Timber habría sido el personaje principal de Pro Am 64 de no haberse concebido la propiedad intelectual de Diddy Kong Racing. Al menos dos personajes mostrados en Diddy Kong Racing, Banjo el oso y Conker la ardilla, aparecieron después en sus propias series: Banjo-Kazooie y Conker, respectivamente.

## Música
La música del juego fue compuesta por David Wise. La banda sonora fue lanzada primero en Japón el 1 de abril de 1998, con 42 pistas, así como una versión alemana que fue lanzada en Europa con el mismo número de pistas. El lanzamiento en Estados Unidos contó solamente con 16 pistas. El disco tenía la forma de la cabeza de Diddy Kong, lo que lo hacía imposible de reproducir en algunos reproductores de CD.

## Recepción
El juego recibió la aclamación de la crítica después de su lanzamiento. La versión de Nintendo 64 tiene una puntuación agregada del 88% tanto en GameRankings y Metacritic, mientras que el remake del Nintendo DS tiene una puntuación de 66% en GameRankings y de 63% en Metacritic, basado en 39 reseñas. Diddy Kong Racing vendió 4.5 millones de copias aproximadamente en todo el mundo; 3.78 millones de copias vendidas en Estados Unidos y regiones PAL, y 653,928 de copias en Japón. Es también el octavo juego mejor vendido de Nintendo 64.
Los gráficos y el modo de juego fueron los aspectos más elogiados del juego. Scott McCall de AllGame afirmó que Rare demostró ser "el único desarrollador" que no mostraba niebla de distancia en sus juegos. Sin embargo, reconoció que la única deficiencia era la cantidad "excesiva" de recortes, aunque admitió que no era "insoportable". Jeff Gertsmann de GameSpot señaló que el juego era un "placer para mirar" y elogió el detalle de las pistas. Doug Perry de IGN proclamó que los visuales eran los más "espectaculares de su tipo", y elogió la habilidad de Rare para dominar la animación dinámica a través de permitir que los polígonos abarcaran superficies más grandes sin pérdida de velocidad de cuadros. Además, Perry declaró que los logros técnicos del juego fueron suficientes para dejar "incluso al jugador japonés más crítico [a] mirar con ojos sonrientes". En una revisión retrospectiva, Andrew Donaldson de Nintendo Life afirmó que el juego era visualmente "increíblemente vibrante" y "cautivador" para un juego de principios de la era de Nintendo 64.
McCall alabó el amplio rango de audio en el juego, incluyendo las voces y la banda sonora; apuntó a la música como "interesante" y "adecuada" a las circuitos de carreras, considerándola superior a la de Mario Kart 64. Aunque Gertsmann consideró que el modo de juego era similar al de Mario Kart 64 y a veces resultaba "repetitivo", elogió el rango de transportación y las dinámicas del juego, que incluían poder utilizar aerodeslizadores en pistas con base de agua, y planear en aviones. Edge elogió la aventura y el aspecto de progresión del juego Perry sintió que las voces de los personajes en el juego eran "conmovedoras" y "cómicas", al tiempo que afirmaba que la música en cada ambiente era "encantadora" y "dinámica". Donaldson criticó la presentación del juego como demasiado "cursi", especialmente en términos de las voces de los personajes. Sin embargo, alabó la banda sonora "optimista" y "pegadiza", diciendo que cada pista tenía su propia melodía única para adaptarse al entorno distintivo.
Diddy Kong Racing ganó el premio de Juego de Carreras para Consolas del Año de la Academy of Interactive Arts & Sciences de 1998, derrotando a Mario Kart 64, Moto Racer y NASCAR 98.

## Legado

### Secuelas
Después del lanzamiento y éxito de Diddy Kong Racing, Rare comenzó a desarrollar la secuela titulada Donkey Kong Racing para el GameCube, que presentaba a Donkey Kong como el personaje principal. En el E3 de 2001 fue presentado un video CGI pre renderizado que parodiaba una escena del El regreso del Jedi de Star Wars. De acuerdo al programador Lee Musgrave, el juego presentaba una mecánica única que implicaba montar en animales en lugar de vehículos, y en la que el jugador podía intercambiar entre diferentes tipos de animales a mitad de la carrera; los animales más grandes podían destruir obstáculos, mientras que los más pequeños tenían mejor maniobrabilidad. El desarrollo de Donkey Kong Racing fue cancelado cuando Rare perdió los derechos de Donkey Kong, debido a que Rare fue comprada por Microsoft en 2002 por 375 millones de libras esterlinas.
Después de la cancelación del juego, Rare desarrolló un prototipo de aventuras para el GameCube similar a la configuración inicial de Diddy Kong Racing. Musgrave señaló que el concepto fue "construido desde cero" y presentaba una versión multijugador limitada hasta cierto punto. Este concepto sin nombre fue desarrollado en 19 meses, y evolucionó de ser un juego de carreras orientado en animales, a un videojuego de mundo abierto con características estilo Tamagotchi, en el que alimentar a los animales era la mecánica principal. Durante este periodo, el concepto original de Donkey Kong Racing fue reformulado en Sabreman Stampede para la Xbox 360, que fue cancelado eventualmente.

### Remake
En abril de 2007 salió al mercado un remake del juego para Nintendo DS titulado Diddy Kong Racing DS, el cual cuenta con sustanciales mejoras y adaptaciones a la consola portátil. Esta versión presenta nuevos modos que le permiten al jugador crear sus propios circuitos, personalizar sus personajes a través de voces grabadas, y una función de multijugador en línea. El juego recibió críticas mixtas tras su lanzamiento, y los críticos afirmaron que las nuevas adiciones eran "engañosas" y los controles táctiles eran "horriblemente sensibles".
Cabe mencionar que en este juego no salen ni Banjo ni Conker, ya que tras la venta de Rare sus derechos pasaron a ser de Microsoft.